# جزيرة الفنادير

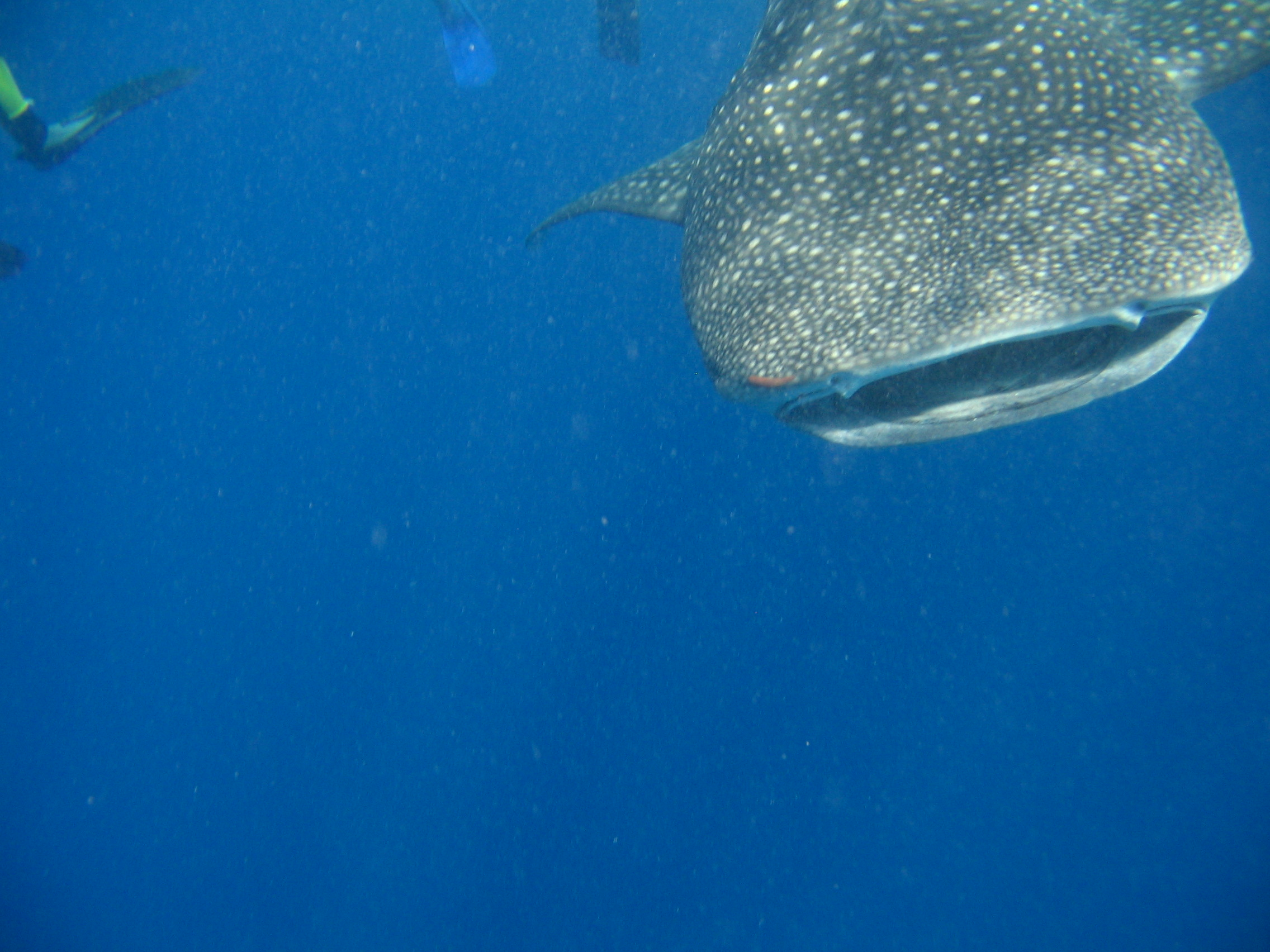
قرش الحوت صور أثناء رحلة غطس للفنادر.

الفنادير هي جزيرة مصرية تعتبر إحدى المعالم السياحية الواقعة شمال مدينة الغردقة والمشهورة برياضة الغطس.